# Poussières d'amour - Abfallprodukte der Liebe
Poussières d'amour - Abfallprodukte der Liebe è un documentario del 1996 diretto da Werner Schroeter.